# Canto Redondo
Canto Redondo o Cantu Reondu es un pico situado en la sierra del Escudo de Cabuérniga, en el municipio de Cabezón de la Sal, en Cantabria (España). En parte destacada del pico hay un vértice geodésico, que marca una altitud de 675,20 m s. n. m. en la base del pilar. Se puede ascender por un camino desde Santibáñez hasta el prado de Sancifrián (3,4 km), luego a mano izquierda hasta un establo (200 m) y desde allí a pie durante veinte minutos de subida.